# Syrian American Medical Society
La Syrian American Medical Society (ou « société médicale syrienne américaine », SAMS) est une organisation professionnelle à but non lucratif et apolitique représentant des milliers de professionnels de la santé syro-américains aux États-Unis, qui fournit une aide humanitaire médicale aux Syriens dans le besoin. Depuis le début du conflit syrien, SAMS soutient des hôpitaux de campagne, des cliniques et des centres chirurgicaux en Syrie tout en aidant les médecins, les infirmières et les agents de santé syriens en dispensant une formation et payant des salaires.
SAMS envoie du personnel médical syro-américain en Syrie, en Jordanie et en Turquie dans le cadre de missions médicales, et expédie du matériel médical et de l'aide humanitaire en Syrie. SAMS vient également en aide aux Syriens réfugiés dans les pays voisins avec un soutien psychosocial et des services médicaux et sociaux. En 2014, SAMS déclare avoir aidé plus de 1,4 million de Syriens dans le besoin.

## Histoire
L'association professionnelle pour les médecins américains d'origine syrienne SAMS est fondée en 1998. L'organisation fournit des services de réseautage, éducatifs, culturels et professionnels à ses membres et les aide à rester en contact avec la Syrie par le biais de missions médicales, de conférences et de travaux caritatifs. En 1999, SAMS organise sa première conférence annuelle et commence des missions médicales en Syrie en 2002. En 2010, SAMS lance un programme de télémédecine et fonde l'Avicenna Journal of Medicine.
En 2011, lorsque la répression des manifestations puis la guerre civile syrienne commencent, SAMS élargit son champ d'action pour répondre aux besoins croissants de soins et de santé en Syrie. En 2011, SAMS envoie sa première mission médicale en Turquie pour prodiguer des soins aux réfugiés syriens. SAMS commence à parrainer des hôpitaux de campagne et des ambulances, à former et à payer les salaires du personnel médical syrien, et à envoyer du matériel médical et d'autres aides humanitaires en Syrie,. L'organisation soutient également des programmes dans les pays voisins fournissant un soutien médical et psychosocial aux Syriens fuyant le conflit. L'organisation s'agrandit, ajoute des bureaux au Liban, en Jordanie et à Washington DC, pour aider à répondre à la demande de soins de santé en Syrie. Selon son rapport annuel, en 2014, SAMS intervient dans 94 établissements médicaux en Syrie et a pris en charge 1,4 million de patients.
En novembre 2015, l'association compte 19 sections aux États-Unis en Floride, Californie, Indiana, Ohio, Oklahoma, Michigan, Texas, Wisconsin, Virginie-Occidentale, Pittsburgh, Philadelphie, Washington DC, la région des trois États, la Nouvelle-Angleterre et le Midwest, et Nord-Ouest.

## Programmes en Syrie
Depuis le début du conflit en 2011, SAMS aide à fournir des soins aux Syriens restés à l'intérieur de la Syrie et à ceux qui fuient le pays. SAMS travaille en collaboration avec les Nations Unies pour apporter des fournitures médicales, des médicaments, de l'équipement et un soutien financier en Syrie. En 2014, SAMS fait entrer 67 conteneurs médicaux en Syrie[réf. nécessaire]. SAMS fournit des médicaments, y compris des antibiotiques, des anesthésiques et des analgésiques, ainsi que des fournitures médicales telles que des poches de sang, des kits chirurgicaux, des générateurs de rayons X, des gants et des kits de laboratoire de base dans les zones qui en ont besoin. SAMS soutient également les ambulances dans ses installations médicales avec du carburant, des primes pour les ambulanciers et un budget pour les fournitures. SAMS prend en charge des centres de dialyse, des cliniques dentaires, des unités de soins intensifs, des cliniques mobiles et des services de gynécologie obstétrique en Syrie[réf. nécessaire].
SAMS gère un programme de télémédecine pour les médecins en Syrie qui permet au personnel médical local de recevoir des consultations et le soutien des membres de SAMS aux États-Unis,,.
Les hôpitaux de campagne soutenus par SAMS ont été la cible de frappes aériennes russes,,.
Des hôpitaux de campagne soutenus par SAMS font également partie de ceux qui ont déclaré avoir soigné des victimes d'attaques aux armes chimiques,,.
SAMS a aidé à vacciner plus de 1,4 million d'enfants syriens contre la polio dans le cadre du groupe de travail sur la lutte contre la poliomyélite,.

## Programmes en Jordanie
SAMS gère le plus grand centre médical du camp de réfugiés de Zaatari. SAMS organise des missions médicales dans cette clinique plusieurs fois par an, et organise des visites à domicile de travailleurs sociaux et de psychologues pour les réfugiés dans la capitale, Amman,.

## Programmes au Liban
SAMS gère deux cliniques dentaires à Tripoli et dans la vallée de la Bekaa. En février 2015, SAMS expédie son premier conteneur médical au Liban depuis les États-Unis pour approvisionner 8 établissements médicaux[réf. nécessaire].
En 2014, 28 volontaires SAMS participent à 4 missions médicales au Liban dont une mission dentaire. SAMS opère deux cliniques multi-spécialités qui offrent des traitements gratuits pour diverses affections :
- la clinique de la vallée de la Bekaa, qui traite en moyenne 4 000 patients par mois en médecine interne, gynécologie obstétrique, pédiatrie, chirurgie générale, physiothérapie, soins dentaires, orthopédie, radiologie, échographie, psychiatrie, ophtalmologie, urologie et travail de laboratoire ;
- la clinique de Tripoli, traite environ 6 500 patients chaque mois : médecine générale, pédiatrie, soins dentaires, gynécologie obstétrique, orthopédie, hématologie, radiologie, dialyse et analyses de laboratoire[réf. nécessaire].

SAMS parraine un programme psychosocial dans la vallée de la Bekaa qui fournit des soins psychologiques aux réfugiés syriens. Le centre chirurgical de Tripoli soutenu par SAMS a effectué 2 233 interventions chirurgicales[réf. nécessaire].

## Programme en Turquie
SAMS gère des cliniques dentaires dans et autour des camps de réfugiés turcs,. À la suite de la fusillade de Chapel Hill en 2015, qui a coûté la vie aux étudiants en médecine dentaire Deah Barakat et Yusor Abu-Salha, un afflux de dons en leur honneur permet à SAMS d'aider à ouvrir des cliniques dentaires supplémentaires en Turquie , dont l'une est nommée en leur hommage.
En 2012, SAMS commence à former du personnel médical syrien en Turquie. Le programme se concentre sur les compétences avancées en soins intensifs telles que les soins de traumatologie, la reconnaissance de la violence sexiste, les soins spécialisés, les soins primaires et la formation d'infirmiers.
En août 2014, SAMS commence ses opérations transfrontalières en collaboration avec l'OMS, l'UNICEF et les Fonds des Nations unies pour la population (FNUAP). SAMS aide à livrer des fournitures aux camps de personnes déplacées et aux installations médicales en Syrie.

## Plaidoyer
SAMS milite pour la protection des civils et la neutralité médicale pendant le conflit syrien. Elle s'est associée à 130 ONG pour la campagne #WithSyria afin de montrer le soutien international à une aide humanitaire accrue à la Syrie et à une plus grande protection civile. SAMS a témoigné devant le Conseil de sécurité des Nations Unies et le Comité des affaires étrangères de la Chambre des États-Unis ,,,, au sujet d'attaques au chlore gazeux en mars 2015. En octobre 2015, SAMS  organise un « die-in » avec Physicians for Human Rights à New York pour montrer sa solidarité avec les travailleurs de la santé syriens.